# Obdachloser (Skulptur)

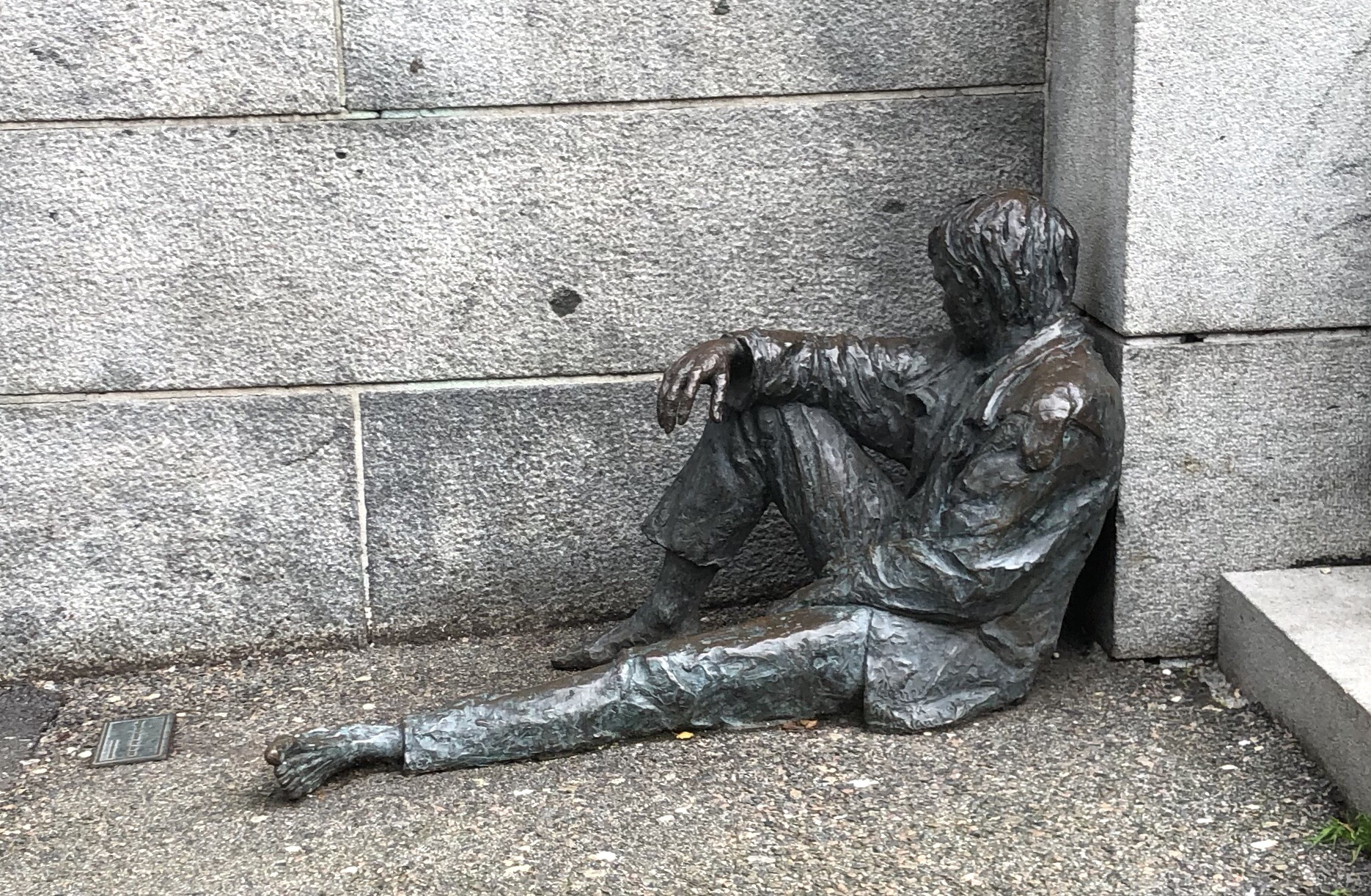
Skulptur Obdachloser, 2019

Der Obdachlose (norwegisch Uteligigger) ist eine Skulptur in der norwegischen Stadt Bergen. 

## Lage
Sie befindet sich in der Bergener Innenstadt auf der Ostseite der Straße Torgallmenningen unmittelbar links des Eingangs zum alten Bankgebäude Torgallmenningen 2.

## Gestaltung und Geschichte
Die Bronzeskulptur wurde von Arne Mæland 1999 geschaffen. Sie stellt einen auf dem Boden liegenden Obdachlosen dar und entstand im Hinblick auf den Jahreswechsel zum Jahr 2000 und war eine Reaktion auf die großen Feierlichkeiten zur Jahrtausendwende. Die Skulptur wurde zur Weihnachtszeit 2000 Opfer von Vandalismus und aus ihrer Verankerung gerissen. Sie befand sich bis 2006 beim Künstler in Os. Die Skulptur wurde dann mit Beton gefüllt, so dass sie nun 300 Kilogramm wiegt. 2006 erfolgte am 11. Mai 2006 seitens des finanzierenden Fonds G. C. Rieberfondene die Übergabe an die kirchliche Stadtmission Bergen und die erneute Aufstellung am alten Platz, wobei die Figur mit vier Schrauben befestigt wurde. 
Die Figur soll zeigen, dass die Stadt alle beherbergt, auch diejenigen die außen vor bleiben. Neben der Figur wurde ein Schild mit dem norwegischen Text: Ingen er bare det du ser. Kirkens Bymisjon Bergen (deutsch Niemand ist genau das, was Du siehst. Kirchliche Stadtmission Bergen) angebracht.